# Mammillaria zeyeriana
Mammillaria zeyeriana là một loài thực vật có hoa trong họ Cactaceae. Loài này được Haage ex K. Schum. mô tả khoa học đầu tiên năm 1898.